# ديفيد بايلي
ديفيد بايلي هو رسام هولندي، ولد في 1584 في لايدن في هولندا، وتوفي بنفس المكان في 1657.

## وصلات خارجية
- ديفيد بايلي على موقع ميوزك برينز (الإنجليزية)